# Jo-Carroll Dennison
Jo-Carroll Dennison (Pinal, 16 dicembre 1923 – Idyllwild-Pine Cove, 18 ottobre 2021) è stata una modella statunitense, eletta Miss Texas 1942 e in seguito Miss America 1942, nell'edizione che si tenne ad Atlantic City, nel New Jersey.

## Biografia
La Dennison fu la prima Miss Texas ad aver vinto il titolo.
In seguito si trasferì in California e firmò un contratto con la Twentieth Century-Fox, intraprendendo una breve carriera di attrice e comparendo in vari film fra cui Vittoria alata (1944) e Al Jolson (1946), che vinse due premi Oscar nel 1947.
La Dennison fu sposata dal 1945 al 1950 con il comico Phil Silvers. Nel 1954 si risposò con il produttore cinematografico Russell Stoneham (da cui divorziò nel 1981), dal quale ebbe due figli.

## Filmografia

### Cinema
- Vittoria alata (Winged Victory), regia di George Cukor (1944)
- Festa d'amore (State Fair), regia di Walter Lang (1945)
- The Missing Lady, regia di Phil Karlson (1946)
- Al Jolson (The Jolson Story), regia di Alfred E. Green (1946)
- Donne pantere (Prehistoric Women), regia di Gregg G. Tallas (1950)
- Beyond the Purple Hills, regia di John English (1950)
- La follia del silenzio (Pickup), regia di Hugo Haas (1951)

### Televisione
- Gianni e Pinotto (The Abbott and Costello Show) – serie TV, episodio 1x24 (1953)